# Josef Klik
Josef „Sepp“ Klik (* 30. Januar 1935 in Kottiken, Tschechoslowakei; † 8. April 2020 in Petersberg) war ein deutscher Leichtathlet.

## Leben
Josef Klik kam als gebürtiger Sudetendeutscher nach dem Zweiten Weltkrieg im Alter von zehn Jahren mit seinen Eltern als Heimatvertriebener nach Westdeutschland und lebte als Jugendlicher zunächst in Harle sowie als junger Erwachsener in Niedermöllrich, zwei heutigen Ortsteilen der Gemeinde Wabern in Nordhessen. Nach dem Abitur 1954 am Realgymnasium (seit 1955 König-Heinrich-Schule) in Fritzlar studierte er Mathematik und Sport an der Philipps-Universität Marburg. Danach unterrichtete er erst in Fritzlar, später an der Wernher-von-Braun-Schule (seit 2015 Johannes-Kepler-Schule) im osthessischen Neuhof (bei Fulda) Mathematik und Sport.
Im Alter von 17 Jahren nahm Josef Klik erfolgreich an den Bezirksmeisterschaften der Leichtathleten in Kassel teil. Anschließend führten ihn die Trainer Otto Schlotthauer und Karl-Heinz Loßdörfer beim Tus Fritzlar in nur zwei Jahren zum deutschen Meistertitel im Kugelstoßen (1954). Ab 1962 im Trikot des KSV Hessen Kassel wurde Josef Klik deutscher Meister im Diskuswurf (1964). Bei den Deutschen Leichtathletik-Meisterschaften belegte er von 1954 bis 1965 insgesamt neunmal einen der drei ersten Plätze in einer der beiden Disziplinen. Bei den World University Games 1957 in Paris, einer Vorläufer-Veranstaltung zur Universiade (im deutschsprachigen Raum oft als Studenten-Weltspiele bezeichnet), gewann er die Silbermedaille im Kugelstoßen. Bei den Leichtathletik-Europameisterschaften 1962 in Belgrad belegte er in der Qualifikationsrunde des Diskuswurfs den 18. Platz. Zwischen 1954 und 1970 nahm er an insgesamt 26 Länderkämpfen teil. Bei seinem einzigen Wettkampf im Zehnkampf (1955) wurde Josef Klik deutscher Meister ohne vorherige Qualifikationsleistung oder die Disziplinen Weit-, Hoch- und Stabhochsprung trainiert zu haben. Eine Schulterverletzung verhinderte weitere Wettkämpfe in der Königsdisziplin der Leichtathletik. 1978, nach anderen Angaben 1980 wurde er im italienischen Viareggio Europameister im Diskuswurf in der Altersklasse M45.
Nach seiner sportlichen Karriere in der Leichtathletik spielte Josef Klik als 50-Jähriger Volleyball in der Hessenliga, mit 60 Jahren interessierte er sich mehr für Tennis und hielt sich zudem mit Nordic Walking und Tanzen fit.
Josef Klik lebte in Petersberg bei Fulda. Er gründete das Unternehmen Geovis GmbH. Von 2000 bis 2015 war er Geschäftsführer des Unternehmens. Die Geovis GmbH ist ein Unternehmen zur Herstellung und europaweiten Vertrieb von Nahrungsergänzungsmittel.
Er verstarb am 8. April 2020 an seinem Wohnort Petersberg.